# Thraulodes amanda
Thraulodes amanda is een haft uit de familie Leptophlebiidae. De wetenschappelijke naam van de soort is voor het eerst geldig gepubliceerd in 2011 door Mariano & Froehlich.
De soort komt voor in het Neotropisch gebied.